# 安德烈斯·塞戈维亚
安德烈斯·塞戈維亞（Andrés Segovia，1893年2月21日—1987年6月2日）是一位古典吉他演奏家，出生於西班牙。塞戈维亚被認為是二十世紀最重要的古典吉他家。他音樂偏好並非佛朗明哥音樂，而是十九世紀末至二十世紀初的西班牙浪漫音樂和民族音樂。不少這類風格的音樂特別為他而寫，並成為了他的核心曲目，例如有费德里科·莫雷諾·托雷巴 （Federico Moreno Torroba，1891-1982）的吉他作品。

## 早期生平
塞戈维亚曾表示他在六歲開始彈奏吉他，小時候他曾受業餘佛朗明哥吉他手Agustinillo 指導。雖然如此，塞戈维亚反對佛朗明哥音樂，曾說過「從佛朗明哥gypsies手中拯救[吉他]」。
青年的塞戈维亚遷往格拉納達，在那裡學習吉他並為帶有摩爾式遺風的阿爾罕布拉宮所迷倒。他視之為靈性上的醒悟。

## 職業生涯
十六歲的塞戈维亚在西班牙舉行首次公開演出，數年之後在馬德里舉行其首個職業演奏會。該演奏會包括塔雷加的編曲作品和由他自己重編的巴赫作品。雖然他常常受到家人的勸阻，又被許多塔雷加的學生所輕看，但仍勤奮不斷地研習吉他。塞戈维亚的技術與塔雷加及其追隨者不同；塞戈维亚與Miguel Lloet （他曾教塞戈维亚一些自己編曲的恩里克·格拉納多斯 （Granados）作品）綜合使用指甲及指頭彈弦，令他比同代的吉他手有更尖的音色。比單單使用手指頭或指甲，這種技術可做出更大程度的音色變化。在歷史上，古典吉他家曾討論哪一種是最佳的觸弦方法；現代絕大部分的古典吉他家都綜合使用指甲及指頭彈弦。
有關塞戈维亚作為一個吉他學生，仍在爭論之中。在其自傳中，他表明為一名自學者。二十多歲的他曾有一段短時間向Llobet尋求意見，不過塞戈维亚認為並沒有對他的演奏做成任何真正的影響。然而，縱使他不是新手一名，但對於年輕的他來說，應能接受寶貴的指導並深受影響。Ronald Purcell 就指出"塞戈维亚的演奏風格及技術顯露出塔雷加的原則並基本上受到Llobet所影響...這些風格上的影響能夠從Llobet's Parlophone Electric recordings (Chanterelle Historical Recordings CHR 001) 與Segovia's Angel recordings, ZB 3896" 的對比中發現。(Llobet 1989, 1: ii).
Purcell往後又述，「他〔塞戈维亚〕二十二歲時，為了技術上的提昇，並他及塔雷加為吉他的編曲音樂，他尋求Llobet...」(ibid)。日子的準確性受到質疑（塞戈维亚二十二歲時應該是1915年）。1915年在一幀掘塔雷加屍體（exhumation，類似中國南方葬禮習俗揀骨）的相片中，清楚看到塞戈维亞在靈柩附近；當時身處西班牙的Llobet本應在場出席，Llobet卻沒有出現在相片之中。很可能在兩年之後，即1917年，塞戈维亞才與Llobet合作，而不是Purcell所說的1915年。似乎並沒有其他證據可推翻對1917年這日子的準確性。
古典吉他的地位在二十世紀初期下滑，只有在南美洲的巴塞隆納及拉普拉塔河一帶算稱得上有點重要性。大部分因著Llobet的努力，情況才開始轉變。就在四周環境開始轉變之時，塞戈维亞將他的藝術、人格及新科技（例如錄音設備、電台及航空）結合，成功地將吉他推進，使吉他再一次受到歡迎。
1924年，塞戈维亞與德國製琴家Hermann Hauser Sr.見面。塞戈维亞在慕尼黑聽過以其樂器舉辦的音樂會後，十分欣賞Hauser的製作品質並鼓勵他將自己的1912年Mauel Ramírez 吉他（一般相信是由當時擔任Ramírez shop 工頭的 Santos Hernandez所做）複製一把。Hermann 檢視並為這把吉他量度。同一年，Llobet以將1859年Antonio Torres 吉他交給Hermann, 而他亦為其進行檢視並量度。
1928年，Hauser 為塞戈维亞提供一把個人吉他，塞戈维亞用這把吉他巡迴美國並在各演奏會演奏直至1933年。在塞戈维亞收到Hauser 的新吉他後，塞戈维亞將1928年 Hauser 吉他送給其好友美國州議員Sophocles Papas。後來Sophocles Papas送給他的古典吉他學生，著名的爵士及古典吉他手 Charlie Byrd。而Charlie Byrd亦數次用此吉他錄音。
第二次世界大戰之後，塞戈维亞是首個贊同使用尼龍線取代羊腸線做吉他弦的人。音調因而得到更大的穩定，同時，古典吉他的標準亦得到最終的定案。
塞戈维亞在1928年的首次美國巡迴後，巴西作曲家海托爾·維拉-羅伯斯（Heitor Villa-Lobos）完成其現時聞名的十二首練習曲並其後獻給塞戈维亞。這證明了羅伯斯不斷為塞戈维亞作曲的長期關係。羅伯斯編製大量古典曲目，並重新興起其他人的編曲，如塔雷加的編曲。不過在塞戈维亞出現在美國之前，已經有很多美國的吉他手演奏這些作品。
1935年，他首次公開演出巴赫的夏康舞曲（又譯為恰空舞曲）。夏康舞曲對任何樂器來說都是困難的。之後，他遷烏拉圭蒙特維多，在三十至四十年代，在南美洲舉辦了大量演奏會。
第二次世界大戰後，塞戈维亞開始更頻繁地錄製及定期巡迴歐洲及美國，往後的三十年也是如此。1954年，在塞戈维亞的請求下，Joaquín Rodrigo 作《紳士幻想曲》（Fantasía para un gentilhombre）。1958年，塞戈维亞憑著錄音 Segovia Golden Jubilee 奪得葛萊美獎的最佳古典演奏-樂器獎。
為表塞戈维亞對音樂及藝術的貢獻，1981年6月24日受西班牙國王胡安·卡洛斯一世冊封，提升為Salobreña世襲侯爵"El señor don Andrés Torres Segovia, marqués de Salobreña" (the Most Illustrious Lord The Marquess of Salobreña). 他得到以下盾形紋章: "en campo de azur sobre ondas de azur y plata, unas rocas de su color, sumadas de una torre donjonada de oro, aclarada de azur" (a field of azur on waves of azur and silver, rocks of the same color, plus a gold dungeon tower, with azur highlights).
塞戈维亞直到老年都一直演奏，在七十至八十歲時，半退休狀態地居住在南西班牙的太陽海岸（Costa del Sol）。兩部關於他的生平及事業的電影分別在其75及84歲時製作，兩部電影皆收錄在DVD "Andrés Segovia - in Portrait"。
塞戈维亞在馬德里因心臟病病逝，終年94歲，葬於Casa Museo de Linares，安達魯西亞。

## 塞戈维亞的目標
隨著塞戈维亞的事業發展及備受讚譽，他訂立五個目標。記載於1969年秋天32號的Guitar Review，概述如下:
1. 在嘈吵及聲名狼藉的民俗消遣活動中抽出吉他。
2. 我要求在世的而不在吉他範疇的作曲家為我作曲。這是我第二個目標：為我的樂器創造出美妙的曲目。
3. 我的第三個目標是讓世界的愛好音樂者們認識吉他。
4. 為有意發展吉他的人提供一個統一的媒體。為此，我支持現在國際知名的音樂期刊，Guitar Review。
5. 我仍然為第五個，也許是最後一個目標而工作：將吉他帶入各最重要的音樂學校以教育年輕的愛好者，並藉此保障吉他的將來。

## 批判、讚譽及現代觀點

### 獎項及帶吉他走上演奏台
塞戈維亞獲得多個獎項並榮譽，包括來自十間學校的榮譽學士及博士名銜。
塞戈維亞藉其個人名聲將吉他（作為一種獨奏樂器）帶上演奏台。雖然無可否認這是一個被誇大的讚譽，但事實上，他擴大了吉他聽眾群，也極為重要地在爭論以外，爭取到嚴肅的音樂家、評論員及學院對吉他的尊重。
他在1974年獲得丹麥松尼獎及1986年獲得葛萊美終生成就獎。

### 編曲遺產
塞戈維亞留下大量校訂及編曲作品。他的校訂作品中包括新的指法並對一些標準曲集的重新編訂（最有名的包括對費爾南多·索爾十二首練習曲的重新校訂），校訂作品亦包括為他而寫的作品。對於不少為他而寫的作品，塞戈維亞往往會先與作曲家溝通後才出版。由於塞戈維亞偏好在他的校訂作品中修改一些音樂內容以反映他的詮釋喜好，不少現今的吉他家都傾向檢視作品原作或根據原作來出版的更新版本，並以之比較塞戈維亞的校訂版本，以接受或拒絕塞戈維亞的編修決定。

### 曲目
塞戈維亞對曲目有其個人選擇。他遠離不少十八世紀末至十九世紀中的古典作品，例如：他從來沒有彈奏過任何雷格納尼、雷岡第的作品，也沒有彈過馬·朱里亞尼的大型作品等等　（值得注意的例外是索爾的作品第九號及一些索爾的小型作品）。
相反，從他的文化背景及大量演奏托羅巴（Federico Moreno Torroba, 1891-1982）的作品，可證明他的音樂偏好（所喜愛的曲目）是十九世紀末至二十世紀初的西班牙浪漫音樂和民族音樂。這是與佛朗明哥很不一樣的風格。縱使他曾演奏過一些受佛朗明哥音樂所影響的作品，例如杜利納的塞維雅他作品第二十九號和杜利納的 Homeneja a Tarrega - Garotin, Soleares 作品第六十九號（但這首音樂出乎意料的是，其風格與受獻者-塔雷加的西班牙浪漫沙龍風格很不一樣），塞戈維亞幾乎沒有演奏過佛朗明哥音樂。雖然塞戈維亞對巴洛克音樂的詮釋存有爭議，但他在西班牙浪漫及民族音樂上的演奏卻深受看重。

### 教導
塞戈維亞視教導為宣傳吉他的任務的主力，並在其職業生涯中不斷舉辦大師班。他最出名的大師班在北西班牙孔波斯特拉的聖地牙哥舉行。
他的教導風格在今日的演奏者中具有不少爭議，其教導方法被評為教條式的獨裁主義。
約翰·威廉斯曾這樣提及：
- "　我不得不說，帶著後見之明，我不認為他是一個好老師。他沒有告訴我們在結構上以什麼為目標，例如在巴赫的組曲[...]"
- "在他教班的普遍氣氛都是大大的害怕。人們都害怕，因為他立下榜樣，如果有人失敗了，他會憤怒；每一個人都知道當大家仿效他的時候，他是最開心的一個"
- "塞戈維亞的姿勢　－　額外的顫音和在終止式裡面的一個音或一個和弦的詳述　－　都不是音樂的自由。在吉他演奏者之中有傾向認為在脫離曲目作為整體以外，分別做到這些，是一種表現(expression)。我看來這些不過是明顯的作態行為　"

大衛·羅素憶述與塞戈維亞的個人見面（有別於大師班）：
- "塞戈維亞"對有天份的年輕學生很友善，他就像一個祖父。大概一個小時，坐在我面前的是...那在上帝旁邊的 [笑] ，他說 " 來吧，小伙子，不用那麼緊張。彈些東西給我聽聽吧！" [笑] 有大概數個星期至幾個月的時間，那相處的回憶激勵我並使我不斷練習。他偉大 - 真的很友善。

塞戈維亞對不少作品做過大量的編輯及個人改編（特別是那些獻給他的作品；有的作品更改變數個部分）。這個做法與以往時期的音樂傳統是同出一徹。有些諷刺及值得爭論的地方是，雖然他容許自己有這些自由，他曾與學生爭辯竟敢改變他的指法。正如約翰·威廉斯說 "每一個都知道當大家仿效他的時候，他是最開心的一個"。
另一方面，Piero Bonaguri 提及過" 塞戈維亞的演奏[...]十分個人化，並沒有嘗試勸我們去模仿他 "（儘管這是對塞戈維亞及其學習榜樣的反思，而不是直接指出其實際的教學而說）,不過同時， " 塞戈維亞，一般來說本性友善，但當他面對那些需要很多堅決方法才能解決的錯誤時，他會憤怒（他亦知道如何做得苛刻）" 

### 有關塞戈維亞的爭論
塞戈維亞被常常讚譽為世界上最偉大的古典吉他家，不少人相信他立下了無懈可擊的精湛技藝標準。不過，現在這個觀點受到修正主義者及音樂家所質疑。在1999年，儘管威廉斯認為塞戈維亞的啟發及他在塞戈維亞身邊所遇過的人是不可或缺，約翰·威廉斯稱他為 "一個十分有限的老師和有限的音樂家" 。
當大衛·羅素被問及有關　" 如塞戈維亞一樣將巴洛克音樂浪漫派化 "　時回應， " 使用巴洛克分句與如塞戈維亞使音樂浪漫派化有很大分別。" 但他也說　 " 塞戈維亞在他的時代是偉大的，而且我認為他被很不公平地批評"。
Raymond Cousté　（McClelland-Cousté Duo的其中一員）在二千年的一個訪問中談到，若一個年輕吉他家以塞戈維亞的編輯版本，例如"La Frescobalda"來錄音，是 "極差的"並使 "吉他降級"，因為""是不合時的編排""而且""所有都人都可以得到恰當的參考（指原稿）""。很多現代演奏者都盡力以特定的歷史時期所留下的方法(historically informed manner)去演奏，因此""　走一條〔與塞戈維亞〕不同的風格路線，而同時向塞戈維亞的成就保留最高的敬意。""
（值得記得的是，在塞戈維亞最活躍的時期，並沒有特定的歷史時期所留下的方法(historically informed manner)。現時，如Taruskin所述，那些嘗試該進路（特別是該進路的標準化及相關運動）是具有一定的爭議性的。）

### 錄音
塞戈維亞製作大量錄音，有不少是錄製相同曲目。其演奏質素與不少錄音有很大的不一致之處，這個也可能是一些爭論的其中一個原因。特別是一些後期錄製缺乏演奏質素，即時以前的錄製技術並不先進，不少人會傾向偏好他更早期的錄音。
雖然現在塞戈維亞的錄音能被除雜，（例如突出一些演奏作品裡面，他風格上的含糊表現手法）這些錄製作品仍然提供很重要的瞥見，看到他非常個人化並具表達力的演奏，並那些一般來說受歡迎的十九世紀末至二十世紀初的西班牙音樂曲目。

### 塞戈維亞的遺產
最終，塞戈維亞的遺產並不是他所留下的錄音，不是他具有爭議性的演奏（例如巴洛克音樂），不是他對待學生（例如大師班等等）的爭議，也不是他的自我宣傳。取而代之，他深而獨特的個人風格，在現場演奏會之中，與他的聽眾溝通，分享與連結，這些回憶才是他的遺產。